# Paepalanthus bongardii
Paepalanthus bongardii är en gräsväxtart som beskrevs av Carl Sigismund Kunth. Paepalanthus bongardii ingår i släktet Paepalanthus och familjen Eriocaulaceae. Inga underarter finns listade i Catalogue of Life.